# Santo Domingos tunnelbana
Santo Domingos tunnelbana är en tunnelbana i Dominikanska republikens huvudstad Santo Domingo. 
Nätverket öppnades inofficiellt 27 februari 2008 och öppnades officiellt 30 januari 2009. Nätverket består av en linje med totalt 14,5 km (normalspår). Linje 2 är under byggnation.
Tågsätten som används är Alstoms Metropolis, som i motsats till de flesta tunnelbanor inte använder strömskena, utan pantograf.